# António Frutuoso Aires de Gouveia Osório
António Frutuoso Aires de Gouveia Osório (Porto, 13 de setembro de 1828 — Porto, 17 de dezembro de 1916), bispo titular de Betsaida (na grafia da época bispo de Bethsaida) e arcebispo de Calcedónia, foi um professor de Direito da Universidade de Coimbra, especialista em assuntos penitenciários, e prelado católico que, entre outras funções, foi Ministro da Justiça e Cultos.

## Biografia
Nasceu na cidade do Porto, filho de Frutuoso José da Silva Aires, negociante no Porto, e de sua mulher Maria Máxima de Gouveia Osório Braga. Entre os seus quatro irmãos está o político José Frutuoso Aires de Gouveia Osório, médico, professor de Medicina e presidente da Câmara Municipal do Porto.
Oriundo duma família da baixa burguesia mercantil, iniciou a sua actividade profissional como empregado de escritório numa firma sediada na cidade do Porto. Tinha 18 anos quando em 1847 se desencadeou a Revolta da Maria da Fonte e as subsequentes lutas da Patuleia, o que o levou a tomar partido pelos Patuleias, ingressando como recruta nas forças recrutadas pela Junta Governativa do Porto.
Com uma forte tendência para as letras, participou nas mais relevantes tertúlias intelectuais do seu tempo, publicando vários poemas e revelando um especial gosto de sátira, o que lhe valeu algumas inimizade. Após um período conturbado no Porto, em 1851, com  aos 22 anos de idade, ingressou na Universidade de Coimbra, onde se matriculou na Faculdade de Direito.
Enquanto estudante em Coimbra manteve importante actividade intelectual e política, publicando em vários periódicos e participando em múltiplas iniciativas culturais e políticas. Foi o principal redactor do periódico de poesias O Novo Trovador, que se imprimiu em Coimbra no ano de 1856.
Ingressou na vida política em 1861, ano em que foi eleito Deputado às Cortes nas listas do Partido Progressista para a Legislatura de 1861-1864.
Doutorou-se na Universidade de Coimbra, em Direito e Teologia, a 22 de Junho de 1864. Ocupou efemeramente (de 5 de março a 17 de abril de 1865) a pasta de Ministro e Secretário de Estado dos Negócios Eclesiásticos e de Justiça do 25.º governo da Monarquia Constitucional presidido pelo Duque de Loulé.
Foi novamente eleito Deputado às Cortes para as Legislaturas de 1865, 1865‑1868, 1870 e 1871‑1874, sendo presidente nesta última legislatura da Câmara dos Deputados. Como Deputado, tomou partido na questão da abolição da pena de morte, quer através das suas intervenções provocadoras, quer através dos livros que escreveu, quer através da sua votação parlamentar a 1 de Julho de 1867, data da aprovação do primeiro Código Civil Português de 1867.
Foi membro da Maçonaria em 1864 da Loja Liberdade afecta ao Grande Oriente Lusitano, de Coimbra, com o nome simbólico de Eurico.
Tendo revelado desde cedo um pendor ideológico à esquerda, que jamais abandonaria, a sua ordenação sacerdotal, ocorrida em Viseu no ano de 1869, logo após a morte de sua mãe, não o distanciou da posição romântica face à política que assumira em 1847.
Depois de ter sido apresentado em 1871 para o lugar de bispo da Diocese do Algarve, para o qual nunca conseguiu a aprovação da Santa Sé, que suspeitava das suas posições políticas e religiosas, em 6 de novembro de 1884 foi nomeado bispo titular de Betsaida, como forma de resolver as dificuldades diplomáticas criadas pela sua não confirmação para a diocese algarvia.
Em 1880 foi feito Par do Reino. Em 1892 foi novamente nomeado Ministro da Justiça e Cultos no 45.º governo da Monarquia Constitucional, presidido por José Dias Ferreira, permanecendo no governo de 17 de janeiro a 27 de maio de 1892. Nesse mesmo ano, foi nomeado Ministro e Secretário de Estado dos Negócios Estrangeiros do 46.º governo da Monarquia Constitucional, também presidido por Dias Ferreira, permanecendo em funções de 27 de maio a 23 de dezembro de 1892. 
Publicou diversas obras de grande impacte nos meios intelectuais portugueses que influenciara o ambiente político e social do seu tempo. Foi muito relevante o seu livro intitulado A reforma das cadêas em Portugal: resposta ao ponto proposto pela Faculdade de Direito da Universidade de Coimbra: «Como devem ser entre nós reformadas as cadêas?», considerado um importante contributo para a reforma penal em Portugal e para a abolição da pena de morte. 
Em 14 de novembro de 1904 recebeu o título de arcebispo titular de Calcedónia (Chalcedonensis), título que manteve até falecer na cidade do Porto em 1916, aos 88 anos de idade.